# سعاد المخنث
سعاد المخنث (بالألمانية: Souad Mekhennet)‏ (مواليد فرانكفورت عام 1978)، هي صحافية ألمانية من أب مغربي وأم تركية، وعاشت فترة من طفولتها في المغرب.
سعاد المخنث هي صحافية تحمل الجنسية الألمانية، متخصصة في تغطية مواضيع الأمن القومي والقضايا الأمنية لصحيفة واشنطن بوست الأميركية.

## من مؤلفاتها
- كتاب: «لقد قيل لي أن آتي لوحدي: رحلتي خلف خطوط الجهاد».

## الجوائز
- جائزة دانيال بيرل العالمية للشجاعة والنزاهة في الإعلام بأمريكا. 2017[3]
- الجائزة الأدبية لمؤسسة لودفيغ بورنه بفرانكفورت 2018.[4]
- «مركز سيمون فيزنتال» الأميركي منح جائزته السنوية للصحافية ذات الأصول المغربية، سعاد المخنث، بفضل تقاريرها عن الأمن القومي وتغطيتها لقضايا التطرف والإرهاب 2019.[5]

## روابط خارجية
- سعاد المخنث على موقع IMDb (الإنجليزية)